# Gnathamitermes perplexus
Gnathamitermes perplexus är en termitart som först beskrevs av Banks in Banks och John Otterbein Snyder 1920.  Gnathamitermes perplexus ingår i släktet Gnathamitermes och familjen Termitidae. Inga underarter finns listade i Catalogue of Life.